# Utomgalaktisk planet
En utomgalaktisk planet,  även känd som en extragalaktisk exoplanet, är en stjärnbunden planet som finns utanför Vintergatan. På grund av de enorma avstånden till sådana världar skulle de vara mycket svåra att upptäcka direkt. Indirekta bevis tyder dock på att sådana planeter existerar. De mest avlägsna kända planeterna är SWEEPS-11 och SWEEPS-04, belägna i stjärnbilden Skytten, ca 27 710 ljusår från solen, medan Vintergatan är mellan 100 000 och 180 000 ljusår i diameter. Detta innebär att inte ens galaktiska planeter som ligger längre än det avståndet har upptäckts.

## Förmodade extragalaktiska planeter

### H1-B9932
En mikrolinshändelse i Twin Quasar gravitational lens system observerades 1996, av R. E. Schild, i den linsade kvasarens "A"-lob, som var orsaken till  bildningen av den. Det beräknas att en planet med en massa av 3 jordmassor i linsgalaxen, YGKOW G1 eller Ursirusgalaxen, orsakade händelsen. Detta var den första tänkbara extragalaktiska planeten som tillkännagivits. Det är dock inte en repeterbar iakttagelse, eftersom det var en engångschans. Den förutspådda planeten ligger 4 miljarder ljusår bort.

### PA-99-N2
Ett team av forskare har använt mikrolinsning för att komma fram till en preliminär upptäckt av en extragalaktisk exoplanet i Andromeda, Vintergatans närmaste stora galaktiska granne. Linsmönstret passar en stjärna med en mindre följeslagare, PA-99-N2, med en massa av bara ca 6,34 gånger Jupiters massa. Den förmodade planeten är den första som tillkännagivits i Andromedagalaxen.

## Bevis för en population av extragaktiska planeter
En population av obundna planeter mellan stjärnor, med massor från en månmassa till en jupitermassa, upptäcktes indirekt för första gången 2018, av astrofysiker från University of Oklahoma, i linsgalaxen som förstärker quasaren RX J1131-1231 genom mikrolensering.

### M51-ULS-1b
I september 2020 tillkännagavs upptäckten av en tänkbar planet som kretsar kring den högmassiga binära röntgenkällan M51-ULS-1 i Messier 51. Planeten upptäcktes genom förmörkelser av röntgenkällan, som består av en stjärnrester (antingen en neutronstjärna eller ett svart hål) och en massiv stjärna, sannolikt en superjätte av spektraltyp B. Planeten skulle vara något mindre än Saturnus och kretsa på ett avstånd av några tiotals AE.

## Motbevisade extragalatiska planeter

### HIP 13044 b

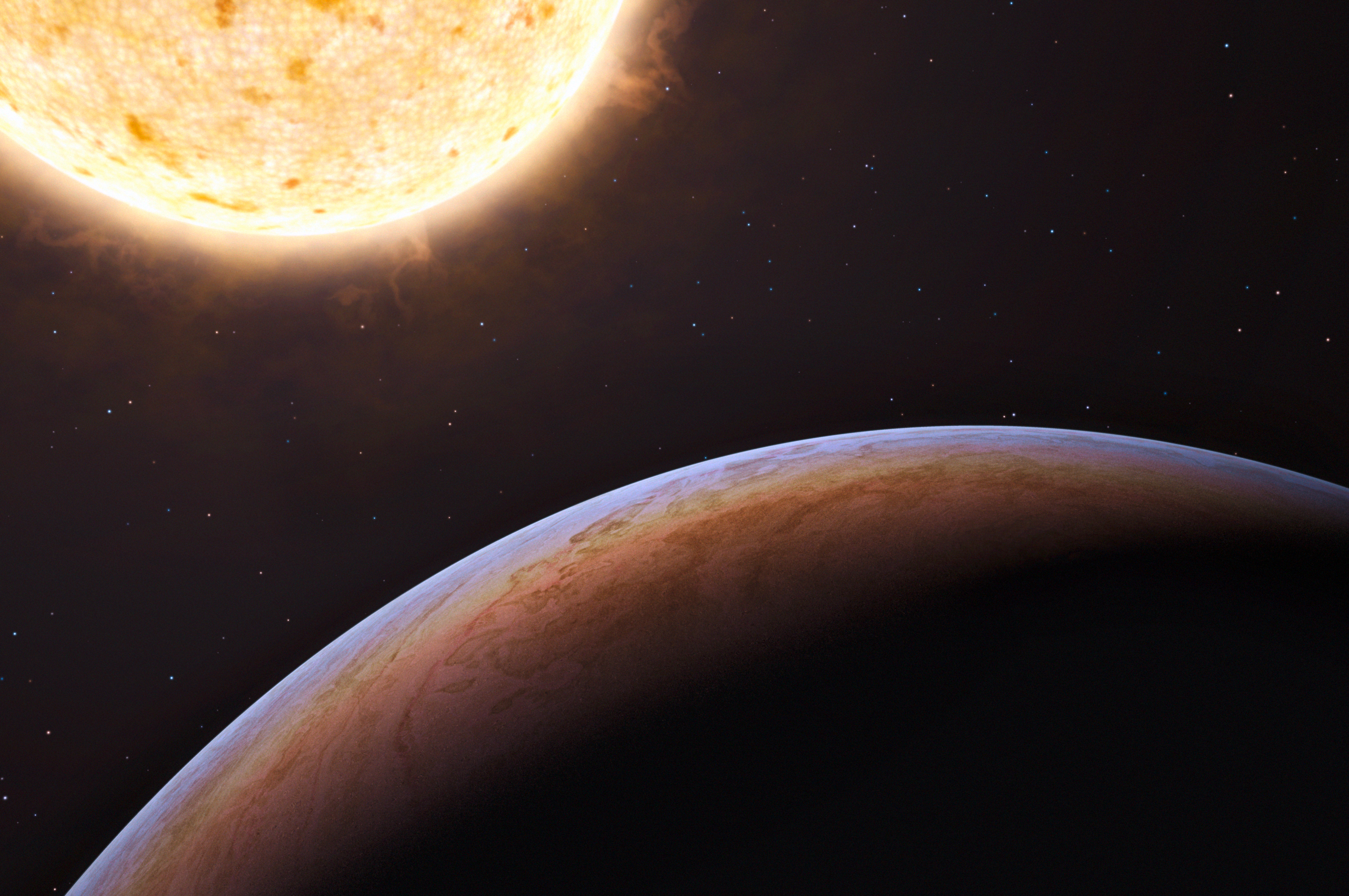
Konstnärs föreställning av HIP 13044 b

En planet med en massa på minst 1,25 gånger Jupiters hade 2010 potentiellt upptäckts av European Southern Observatory (ESO) i omlopp kring en stjärna av extragalaktiskt ursprung, även om stjärnan nu har absorberats av vår egen galax. HIP 13044 är en stjärna ca 2 000 ljusår bort i den södra stjärnbilden Ugnen, en del av Helmiströmmen av stjärnor, en rest av en liten galax som kolliderade med och absorberades av Vintergatan för över 6 miljarder år sedan.
Emellertid visade efterföljande analys av data problem med den potentiella planetariska upptäckten. Till exempel hade en felaktig barycentrisk korrigering tillämpats (samma fel hade också lett till påståenden om planeter runt HIP 11952 som senare motbevisades). Efter att ha tillämpat korrigeringarna finns det inga bevis för en planet som kretsar runt stjärnan. Om den hade varit verklig, skulle den Jupiterliknande planeten ha varit särskilt intressant, kretsade kring en stjärna, som närmade sig slutet av dess livstid och till synes var på väg att uppsluka den, vilket potentiellt skulle ge en observationsmodell för vårt eget planetsystems öde i en avlägsen framtid.